# Circus melanoleucos
El aguilucho pío (Circus melanoleucos) es una especie de ave de presa de la familia Accipitridae. Es un ave migratoria, se reproduce desde el valle del Amur al este de Rusia y noreste de China a Corea del Norte y migra durante el invierno al sureste de Asia, desde Pakistán a Filipinas. La población se calcula en aproximadamente 10 000 individuos, con un moderado descenso. 

## Descripción
Este aguilucho de tamaño mediano (longitud de 45 cm, envergadura de alas de 115 cm)anida en estepas y humedales. Los individuos que pasan el invierno a menudo son vistos cazando sobre arrozales y pantanos.